# Der Tag der Auferstehung
Der Tag der Auferstehung (Originaltitel: Fukkatsu no hi) ist ein Science-Fiction-Roman des japanischen Autors Sakyō Komatsu aus dem Jahr 1964. 

## Handlung
Bei einem Flugzeugabsturz wird ein vom US-Militär entwickeltes Virus freigesetzt, das innerhalb weniger Monate fast die gesamte Menschheit vernichtet. Nur eine kleine Gruppe von Forschern in der Antarktis überlebt die Katastrophe, weil sich das Virus bei extrem niedrigen Temperaturen passiv verhält. Doch die Gefahr ist noch nicht vorbei, weil das nukleare Waffenarsenal der USA von einem wahnsinnigen General auf automatische Selbstverteidigung programmiert wurde und durch ein in Kürze stattfindendes Erdbeben wahrscheinlich ausgelöst wird. Sollte dies geschehen und die Sowjetunion angegriffen werden, würde automatisch ein massiver Gegenschlag erfolgen, bei dem dann auch die Antarktis getroffen werden würde. Daher entschließt sich ein japanischer Seismologe dazu, nach Washington zu reisen, um die Katastrophe zu verhindern. 
Der Tag der Auferstehung war in Japan sehr erfolgreich und wurde auch in andere Sprachen übersetzt. Auf Deutsch erschien der Roman beim Heyne Verlag.

## Ausgaben
- Sakyō Komatsu: Der Tag der Auferstehung. Heyne, München 1987, ISBN 3-453-00961-4 (japanisch: Fukkatsu no hi. Übersetzt von Michael Morgental, Keiko Miriam Inaba).

## Verfilmungen
1980 entstand unter dem Titel Overkill – Durch die Hölle zur Ewigkeit eine Verfilmung des Romans. Die Regie übernahm Kinji Fukasaku.